# Gond
Gond er en dravidisktalende befolkningsgruppe i Indien som er knyttet til regionen Gondwana og delstaterne Madhya Pradesh, Maharashtra, Andhra Pradesh, Bihar og Orissa.
De taler dialekter af sproget gondi, som kan være meget forskellige fra hinanden. Nogle har gået over til at tale hindi, marathi eller telugu.
Man regner med at gond-folket er omkring 4.350.000 i dag. Folket er delt ind i flere stammer, deriblandt Raj Gond og Muria. Raj Gond følger ikke det indiske kastesystem, og de er ikke blevet påvirket af forskellige traditioner, for eksempel at koen er hellig.
Deres religion omfatter lokale guddomme og forfædredyrkelse. Flere af stammerne er kendt for deres egne traditioner og legender, som i høj grad er overlevet gennem sange og fortællinger. Pandwani tilsvarer hinduismens Mahabharata, og Lachmanjati tilsvarer Ramayana.